# František Černý (Komponist, 1861)

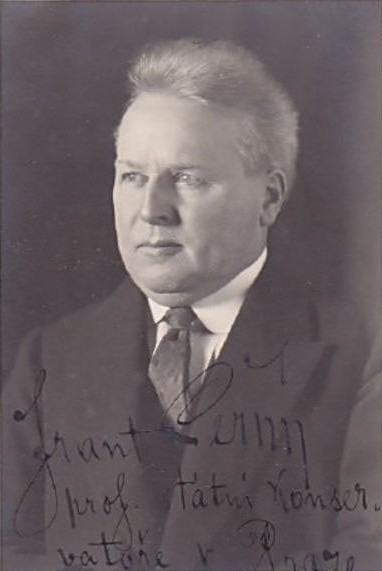
František Černý

František Černý (* 23. Januar 1861 in Pardubitz, Bezirk Pardubitz, Königreich Böhmen; † 3. September 1940 in Prag, Protektorat Böhmen und Mähren) war ein tschechischer Kontrabassist, Komponist und Musikpädagoge. 

## Leben und Wirken
František Černý studierte von 1876 bis 1882 bei Vendelín Sládek am Prager Konservatorium sowie bei Victor Frédéric Verrimst am Pariser Konservatorium, wo er im Wettbewerb des Jahres 1886 mit dem zweiten Preis ausgezeichnet wurde. Anschließend war er von 1884 bis 1890 Kontrabassist der Pariser Orchester Colonne und Lamoureux und spielte von 1890 bis 1900 als Solokontrabassist im Orchester des Nationaltheaters Prag.
Černý unterrichtete von 1900 bis 1931 als Professor am Prager Konservatorium. Unter seinen Schülern waren bekannte Persönlichkeiten wie Rudolf Tulaček, František Hertl, Oldřich Šorejs und Karel Šejna. Er schrieb Lehrwerke für Kontrabass und komponierte für dieses Instrument mehrere Solokonzerte und Kammermusik.
Černý spielte auf einem Kontrabass des Geigenbauers Paolo Grancino aus dem Jahre 1693.

## Werke (Auswahl)

### Konzerte für Kontrabass
(mit Klavierbegleitung)
- Konzert für Kontrabass Nr. 1 op. 20
- Konzert für Kontrabass Nr. 2 Fis-Dur
- Konzert für Kontrabass Nr. 3
- Konzert für Kontrabass Nr. 4

### Konzertstücke für Kontrabass
(mit Klavierbegleitung)
- Chant d’Amour
- Danse des Satyres
- Dumka
- Improvisationen
- Mazurka
- Nocturne und Intermesso (Teil der Danse des Satyres)
- Rêverie
- Suite
- Valse Fanstastique

### Lehrwerke
- Moderne Kontrabass-Schule (verlegt 1906 bei Bosworth/London)
- 30 Études - Caprices (1923)
- Technische Studien für Kontrabass (1927)